# William Leslie
William Leslie (ur. ? – zm. ?) – argentyński piłkarz, grający podczas kariery na pozycji obrońcy.

## Kariera klubowa
William Leslie piłkarską karierę rozpoczął w Lomas Athletic Buenos Aires w 1893. Z Lomas Athletic dwukrotnie zdobył mistrzostwo Argentyny w 1893 i 1894. W 1896 był zawodnikiem Lomas Academy Buenos Aires, z którym zdobył mistrzostwo Argentyny.
W latach 1897–1899 ponownie występował w Lomas Athletic, z którym zdobył mistrzostwo Argentyny w 1897. Ostatnim klubem w jego karierze był Quilmes Atlético Club, w którym zakończył karierę w 1904.

## Kariera reprezentacyjna
W reprezentacji Argentyny Leslie jedyny raz wystąpił 20 lipca 1902 w wygranym 6-0 meczu z Urugwajem, którym był pierwszym meczem reprezentacji Argentyny w historii.